# Peter Cwielag
Peter Cwielag (* 9. Mai 1951 in Hainichen, Kreis Borna) ist ein deutscher Schauspieler und Theaterregisseur.

## Leben
Von 1970 bis 1974 absolvierte Peter Cwielag die Theaterhochschule „Hans Otto“ Leipzig und debütierte 1974 am Stralsunder Theater, dessen Ensemble er bis 1978 angehörte. Weitere Stationen seiner Theaterlaufbahn waren bis 1986 Schwerin, Radebeul, Magdeburg, Parchim. Seitdem arbeitete Cwielag freischaffend. Neben Stückverträgen unter anderem in Berlin, Hamburg und am Theater Lüneburg, wo er auch Regie führte, war er auch häufig auf Freilichtbühnen zu sehen, so bei den Burgfestspielen Jagsthausen, auf der Felsenbühne Rathen oder den Störtebeker-Festspielen in Ralswiek auf Rügen. 2011 übernahm Cwielag bei den Schlossfestspielen Schwerin kurzfristig für seinen Kollegen Peter Sodann die Sprechrolle des Jägers Samiel in Carl Maria von Webers Oper Der Freischütz.
Weitere Rollen Cwielags waren neben anderen der Hamlet, d’Artagnan, Clavigo, der Weislingen im Götz von Berlichingen von Johann Wolfgang von Goethe, Marquis Posa in Friedrich Schillers Don Karlos, die Titelrolle in Onkel Wanja von Anton Tschechow, Mephisto in Goethes Faust und der Elfenkönig Oberon in William Shakespeares Komödie Ein Sommernachtstraum.
Zwischen 1975 und 1990 wirkte Cwielag wiederholt in Fernsehfilmen und -serien mit, dabei mehrfach in der Reihe Polizeiruf 110 und in Helmut Dziubas Kinderfilm Sabine Kleist, 7 Jahre…. 1988 spielte er in allen Folgen der Serie Bereitschaft Dr. Federau die Figur des Bert Holländer.

## Filmografie (Auswahl)
- 1975: Die Falle
- 1979: Zugvogel am Sund
- 1980: Das Mädchen Störtebeker (Fernsehserie)
- 1982: Hotel Polan und seine Gäste
- 1982: Sabine Kleist, 7 Jahre…
- 1987: Die letzte Begegnung
- 1987: Künstler, König und Modell
- 1987: Der Staatsanwalt hat das Wort – Unter einem Dach
- 1987: Die erste Reihe (Fernsehfilm)
- 1988: Bereitschaft Dr. Federau
- 1988: Polizeiruf 110 – Amoklauf
- 1988: Polizeiruf 110 – Eine unruhige Nacht
- 1989: Die gläserne Fackel
- 1989: Polizeiruf 110 – Unsichtbare Fährten
- 1990: Kartoffeln mit Stippe (Fernsehfilm)

## Hörspiele
- 1974: Mögen Sie Stiefmütterchen – Autor: Rainer Lindow – Regie: Barbara Plensat